# Tiblíssi
Tiblíssi ou Tbilísi (em georgiano: თბილისი; romaniz.: T'bilisi, pronunciado: [tʰˈb̥ilisi] (escutarⓘ)), antigamente mais conhecida por seu nome russo, Tíflis, é a capital e a maior cidade da Geórgia. Situada às margens do rio Cura, sua área é de 726 km², e sua população, de 1 152 500 habitantes. Como capital e cidade mais populosa do país, é o principal centro financeiro, corporativo, mercantil e cultural da Geórgia.
Fundada no século V por Vactangue I, rei georgiano da Ibéria, e elevada à posição de capital no século VI, Tiblíssi é um importante centro industrial, social e cultural e vem emergindo como uma rota de trânsito para projetos de energia e de comércio. Estrategicamente localizada no cruzamento entre a Europa e a Ásia, na histórica Rota da Seda, Tiblíssi foi disputada entre diversos impérios e potências rivais.
A cidade possui uma composição demográfica diversa e abriga, historicamente, povos de várias culturas, religiões e etnias. Embora seja majoritariamente cristã ortodoxa, a cidade é um dos poucos lugares do mundo em que se pode encontrar uma sinagoga e uma mesquita lado a lado, no Distrito do Banho. Recentemente, Tiblíssi foi o palco da Revolução Rosa, que levou à renúncia do presidente georgiano Eduard Shevardnadze.
Tiblíssi é servida por um aeroporto internacional. Suas atrações turísticas incluem a Catedral de Sameba, a Praça da Liberdade, a Catedral Sioni, o Parlamento da Geórgia, a Avenida Rustaveli, a Ópera de Tiblíssi e a Basílica Anchiskhati.

## Etimologia
O nome da cidade vem da palavra em georgiano para o adjetivo "quente" (თბილი, "tbili"), em referência às fontes termais existentes na região. O nome usado pelos próprios georgianos para a cidade, "Tbilisi", pronunciada "Tbílissi", passou ainda na antiguidade para o armênio — como Teplis — e daí para o grego, sob a forma de Tiflis — forma que foi por igualmente adotada pelos russos, que dominaram a Geórgia ao longo de quase todo o último milênio, de modo que a versão russa do nome (Тифлис, pronunciada «Tíflis») tornou-se a nomenclatura oficial para a cidade em quase todas as línguas ocidentais, incluído o português.
Após ter a Geórgia conquistado sua independência em relação à Rússia, as autoridades georgianas passaram a repudiar a manutenção do uso da forma russa para o nome da cidade, recomendando aos demais países que passassem a usar a forma original georgiana — cuja transliteração direta, a caracteres latinos, conforme usado pela própria administração da cidade e pelo governo da Geórgia, é Tbilisi.
Antenor Nascentes ainda registra apenas a forma "Tiflis" em português para a cidade — que é, ademais, a grafia ainda usada em alemão, bem como a grafia oficialmente recomendada, em espanhol, pela Real Academia Espanhola. Como aponta Carlos Rocha, no Ciberdúvidas da Língua Portuguesa, a indefinição quanto à grafia em português do nome da cidade leva à coexistência de ao menos quatorze formas utilizadas por diferentes meios de comunicação e imprensa nos países lusófonos: Tbilisi, Tbilissi, Tiblíssi, Tbilisse, Tebilíssi, Tbilísi, Tbilíssi, Tiblisi, Tiblissi, Tiblísi, Tblisi, Tblísi, Tblissi e Tblíssi — sem que haja, ainda, forma consensual.
Grande parte da imprensa brasileira tem empregado a transliteração direta, usada pelo governo georgiano e empregada no mundo anglófono, "Tbilisi", enquanto pelo menos parte da imprensa portuguesa tem seguido a transliteração francesa (que difere da transliteração inglesa apenas pela duplicação da letra "s", de modo a refletir a pronúncia original da última consoante como uma fricativa alveolar surda, e não sonora), usando a forma "Tbilissi". Por fim, a União Europeia, em suas publicações oficiais em língua portuguesa, passou a empregar exclusivamente — e a recomendar seu uso — a forma aportuguesada Tiblíssi, que foi adotada pelo Vocabulário Ortográfico Comum da Língua Portuguesa do Instituto Internacional da Língua Portuguesa, o vocabulário pós-Acordo Ortográfico de 1990, oficial em todos os países lusófonos que o têm em vigor.
Ademais da consoante surda (correspondente a -ss- intervocálico em português), a pronúncia georgiana tem sílaba tônica em "bi" e a subtônica em "li", de modo que a pronúncia local do nome da cidade corresponde a "Tbílissi" - proparoxítona.

## História
A história de Tiblíssi se inicia por volta do século V. Durante os 1 500 anos de história, Tiblíssi foi um importante centro cultural, político e econômico na região do Cáucaso. A cidade estava no cruzamento de importantes rotas comerciais e era frequentemente ocupada por inimigos. De 1918 a 1921, tornou-se a capital da República Democrática da Geórgia, e mais tarde, a capital da República Socialista Soviética da Geórgia. Desde 1991, ano em que a Geórgia tornou-se independente da União das Repúblicas Socialistas Soviéticas (URSS), é a capital da Geórgia independente.

### Primórdios
Segundo a lenda, a área da cidade era coberta por florestas, por volta do ano 458. Quando o rei Vactangue I caçava na floresta, o seu cervo se feriu. O animal ferido saiu correndo para uma fonte de água, onde se curou dos ferimentos e fugiu. Surpreendido por um evento como esse, o rei ordenou a construção de uma cidade no local. O nome de Tiblíssi, como já dito, vem do georgiano t'bili, que significa "quente", por causa das fontes de enxofre quente em seu território.[carece de fontes?]
De acordo com evidências arqueológicas, a área foi habitada por volta do IV milênio a.C.. Os primeiros sinais da presença humana documentados são da segunda metade do século IV, quando o reino de Varaz-Bacúrio ordenou a construção de uma fortaleza. No final do século IV, os persas foram apreendidos na fortaleza e, em seguida, em meados do século V, eles serviram como escravos para os reis de Cártlia. O rei Vactangue I provavelmente não fundou a cidade, mas sim reconstruiu e a ampliou. Presumivelmente, a capital georgiana estava situada nas proximidades.

## Geografia
Tiblíssi está na Transcaucásia na latitude 41° 43' Norte e longitude 44° 47' Leste. A cidade está localizada na Geórgia Oriental em ambas as margens do Rio Cura.

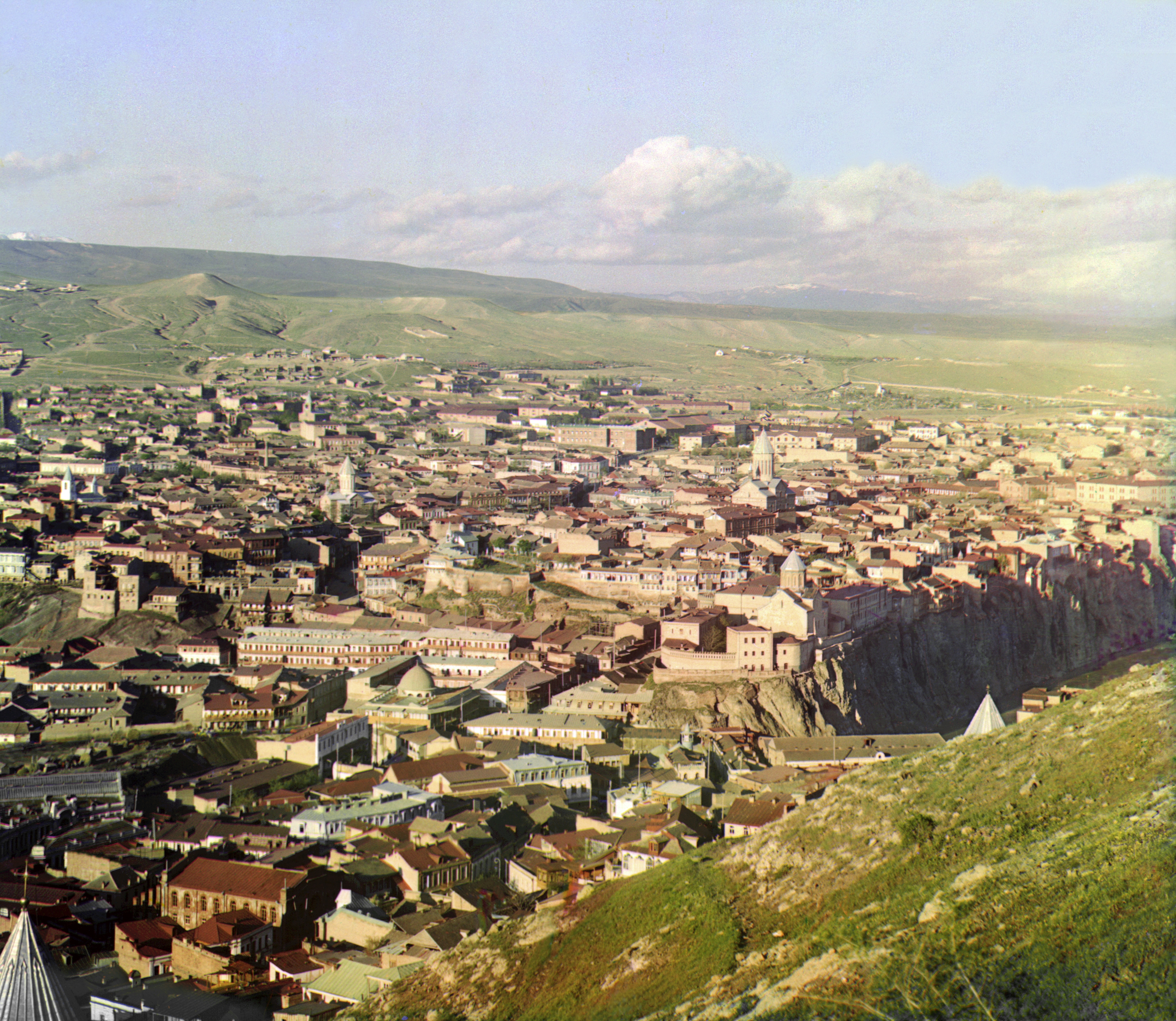
Tiblíssi no início dos anos 1900

### Clima
O clima de Tiblíssi pode ser classificado moderadamente como subtropical úmido. O clima da cidade é influenciado tanto pela seca, proveniente das massas de ar da Ásia Central, quanto pelas massas de ar oriundas do Mar Negro, a partir do oeste. Tiblíssi possui invernos relativamente frios e verões quentes. Devido aos limites da cidade com cadeias de montanhas e a proximidade de grandes massas de água (mares Negro e Cáspio), além do fato de que a maior cordilheira do Cáucaso bloqueia a intrusão de massas de ar frio da Rússia, Tiblíssi experimenta um micro-clima relativamente ameno em comparação com outras cidades que possuem um clima semelhante continental ao longo das mesmas latitudes.
A temperatura média anual em Tiblíssi é de 12,7 °C. Janeiro é o mês mais frio, com temperatura média de 0,9 °C . Julho é o mês mais quente, com temperatura média de 24,4 °C. A temperatura mínima já registrada foi de -24 °C e a máximo já registrada foi de 40 °C. A precipitação média anual é de 568 milímetros (22,4 in). Maio e Junho são os meses mais chuvosos (média de 84 milímetros (3,3 in) de precipitação cada), enquanto janeiro é o mais seco (média de 20 mm (0,8 in) de precipitação). A neve cai em média 15-25 dias por ano. As montanhas que cercam muitas vezes prendem as nuvens dentro e ao redor da cidade, principalmente durante a primavera e o outono, resultando em tempo chuvoso ou nublado prolongado. Ventos do noroeste dominam na maior parte ao longo do ano. Ventos vindos do sudeste também são comuns na influência da temperatura da cidade.

### Fauna
A fauna da área circundante da cidade é muito diversificada. Há animais como raposas, hienas, chacais e lobos. Registra-se também um grande número de répteis e aves. Em uma região com vista à proteção dos sistemas naturais e da biodiversidade, foi criado o Parque Nacional de Tiblíssi.

## Demografia
As dinâmicas históricas de crescimento da população etno-religiosa em Tiblíssi foi diversificada. Entre os séculos V e VII, a população de Tiblíssi foi crescendo rapidamente devido à transferência da capital de Misqueta para esta primeira. Durante o período de domínio árabe em Tiblíssi (séculos VII ao XI), a maior parte da população era muçulmana e a cidade passou a possuir traços de uma mistura de população árabe e não árabe, que se misturavam aos georgianos. Do século IX ao XVIII, a cidade desenvolveu-se rapidamente. Árabes e turcos passaram a compor a maior parte da população. Desde 1216 até o final do século XVIII, a população de Tiblíssi foi submetida a perseguição e extermínio dos invasores, levando a mudanças rápidas na composição étnica da população da cidade. Assim, nesta época a população de armênios variou de 26,3% a 36,6 % da população, enquanto os georgianos variavam entre 24,8% e 33,8 %. Os armênios também eram o maior grupo étnico na cidade entre 1864-1865, constituindo 47,2% da população, sendo que no referido período a participação dos georgianos representava 24,7% dos habitantes de Tiblíssi e os russos 20,7% dos habitantes. Outros povos representavam 7,4% do total de habitantes.
Segundo o censo de 1897, os três maiores grupos étnicos em Tiblíssi eram os armênios (29,5%), russos (28,1%) e os georgianos, com 26,4%. Os armênios residentes em Tiblíssi à época eram, em sua maior parte, seguidores da Igreja Apostólica Armênia. Outros grupos étnicos na cidade, de acordo com o censo daquele ano, representavam 16% da população. Desde meados do século XII até a Revolução de Outubro, 45 dos 47 prefeitos de Tiblíssi até a época eram armênios.
No século XX, devido à migração de outras partes da Geórgia para Tiblíssi, a proporção de georgianos na capital aumentou, passando a responder por 38,1% da população local em 1926. Em 1939, esse percentual aumenta para 44%, e em 1959, o número de etnicamente georgianos sobre para 48,4% dos habitantes da cidade. Desde 1960, os georgianos já são a maioria absoluta da população da capital: em 1970 representavam 57,5% da população, em 1979 eram 62,1%, em 1989 compunham 66,1% e em 2002 passaram a representar 84,2% do total de habitantes de Tiblíssi. Por sua vez, a parcela da população armênia está continuamente a diminuir: em 1926 eles representavam 34,1%, em 1939 passaram para 26,4%, em 1959 eram 21,5%, em 1970 diminuíram para 16,9% e em 2002 se transformaram em uma pequena minoria (7,6%). A participação de russos na composição da população da cidade aumentou quando a Geórgia esteve sob domínio soviético. Em 1970, os russos representavam 14,0% da população, em 1979 diminuíram para 12,3% e em 1989 para 10%. No período pós-soviético, a maioria da população russa deixou a cidade e, em 2002 eles representavam apenas 3% dos moradores de Tiblíssi.
De acordo com o censo de 2002, Tiblíssi possuía uma população de 1 081 679 habitantes no referido ano. A cidade abriga mais de 100 diferentes grupos étnicos. Além dos georgianos, armênios e russos, também compõem a população os ucranianos (3,3%), azeris (1%), ossetas (0,9%), gregos (0,4%), e outros, tais como abecásios, alemães, judeus, estonianos, curdos e assírios (2,5%).

### Religião

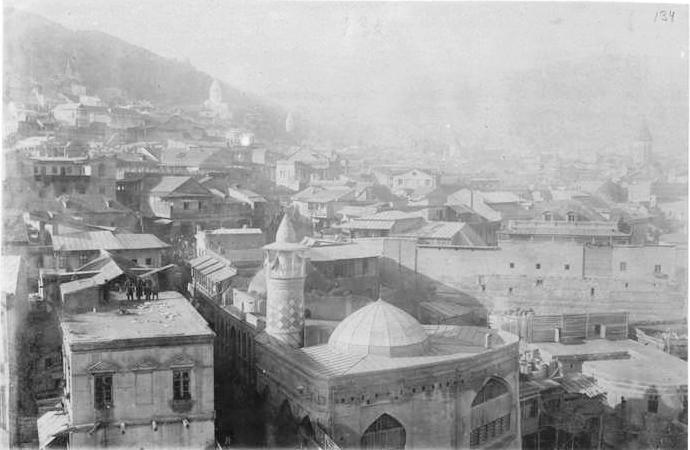
Vista de uma mesquita em Tiblíssi no início do século XX

Mais de 95% dos habitantes de Tiblíssi são adeptos do Cristianismo, predominantemente da Igreja Ortodoxa Georgiana. A Igreja Ortodoxa Russa, que está em plena comunhão com a Geórgia, e a Igreja Apostólica Armênia, tem um significativo número de seguidores dentro da cidade. Uma grande minoria da população (cerca de 4%) são adeptos do Islão (principalmente o islamismo xiita). O judaísmo também é muito praticado, mas em menor número (cerca de 2% da população são judeus). Tiblíssi tem sido historicamente conhecida pela tolerância religiosa. Isto é especialmente evidente nas regiões mais antigas da cidade, que são marcadas por construções religiosas, como mesquitas e sinagogas. Prédios religiosos do Cristianismo oriental podem ser encontrados dentro de menos de 500 metros um do outro, em várias regiões da cidade.
A Catedral de Sameba, principal catedral da Igreja Ortodoxa Georgiana, está localizada em Tiblíssi.

## Infraestrutura

### Educação
Tiblíssi abriga diversas instituições de ensino superior. A maior universidade da Geórgia, a Universidade Estatal de Tiblíssi, está sediada na cidade. Esta universidade foi criada em 8 de fevereiro de 1918, sendo a mais antiga no Cáucaso, e possui mais de 35 mil alunos matriculados. O número de professores e funcionários é de aproximadamente 5 000.
A cidade também sedia a maior universidade médica na região do Cáucaso: A Universidade Estatal Médica de Tiblíssi , que foi fundada no Instituto Médico de Tiblíssi em 1918 e tornou-se a Faculdade de Medicina na Universidade Estadual de Tiblíssi (TSU) em 1930. O Instituto Médico Estadual passou a se chamar Universidade de Medicina em 1992. Desde então, a universidade funciona como uma instituição educacional independente e tornou-se uma das instituições apoiadas pelo alto escalão de ensino superior na região do Cáucaso. Atualmente, existem cerca de 5 000 estudantes de graduação e 203 de pós-graduação na universidade, dos quais 10% vêm de países estrangeiros.

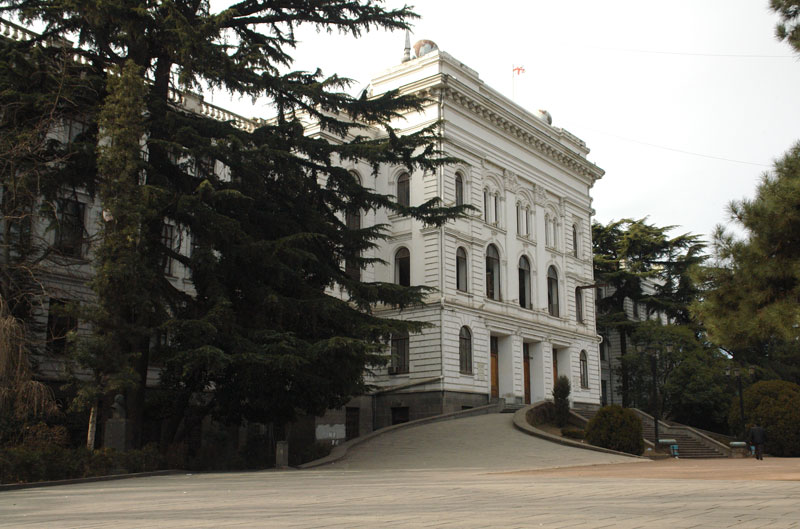
Universidade Estatal de Tiblíssi

A principal e maior instituição de nível técnico do país, a Universidade Técnica da Geórgia, também sedia-se em Tiblíssi. Fundada em 1922, como uma faculdade politécnica da Universidade Estadual de Tiblíssi, a primeira palestra foi realizada pelo famoso professor e matemático georgiano Andria Razmadze. As três instituições de ensino superior privado mais destacadas na Geórgia, a Universidade da Geórgia, a Universidade do Cáucaso e a Universidade Livre de Tiblíssi, também possuem sede na cidade. A Universidade da Geórgia é a maior universidade privada na Geórgia, com mais de 3.500 estudantes e criada em 2005. Em 2010, a Universidade da Geórgia recebeu financiamento da OPIC (Overseas Private Investment Corporation) para o desenvolvimento de infraestrutura da Universidade e equipamento técnico. Possui vários cursos de graduação e pós-graduação e é a primeira instituição na Geórgia que oferece programas de certificação internacional da Oracle Corporation, Microsoft, tecnologias Zend e Academia Cisco.
A Universidade do Cáucaso foi criada em 2004 como uma expansão da Escola do Cáucaso of Business (CSB) (criada em 1998). A Universidade Livre de Tiblíssi foi criada em 2007 através da fusão de duas escolas de ensino superior: European School of Management (ESM-Tiblíssi) e Instituto da Ásia e África em Tiblíssi (TIAA). Hoje, a Universidade Livre é composta por três escolas - Escola de Negócios (ESM), o Instituto da Ásia e da África e a Escola de Direito - oferecendo programas acadêmicos em nível de graduação, pós-graduação e doutorado. Além disso, a Universidade Livre realiza uma ampla gama de cursos de curta duração e corre vários centros de pesquisa e programas escolares.

### Transporte

#### Aéreo

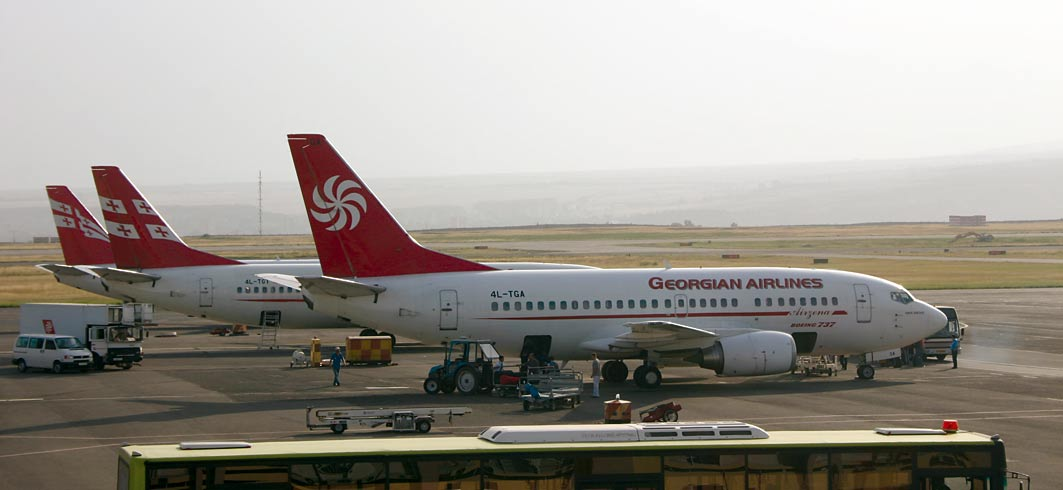
Aeronaves Boeing 737 da Georgian Airways no Aeroporto de Tblisi

O Aeroporto Internacional de Tiblíssi (em georgiano: თბილისის საერთაშორისო აეროპორტი) está localizado a 17 quilômetros a sudeste da cidade, além de ser o mais movimentado do pais é o maior. O acesso da cidade com o aeroporto é feito por meio de ônibus e táxis. Embora haja uma estação de trem (comboio) ao lado do aeroporto, existem apenas dois horários de serviço até 2020. Não há metrô entre o aeroporto e a estação central de Tiblíssi. O tráfego no aeroporto de Tiblíssi aumentou 29% em 2011, atingindo 1,1 milhões de passageiros. A capacidade do novo terminal aéreo da cidade é de 2,8 milhões de passageiros por ano. A Georgian Airways tem a sua sede em Tiblíssi.

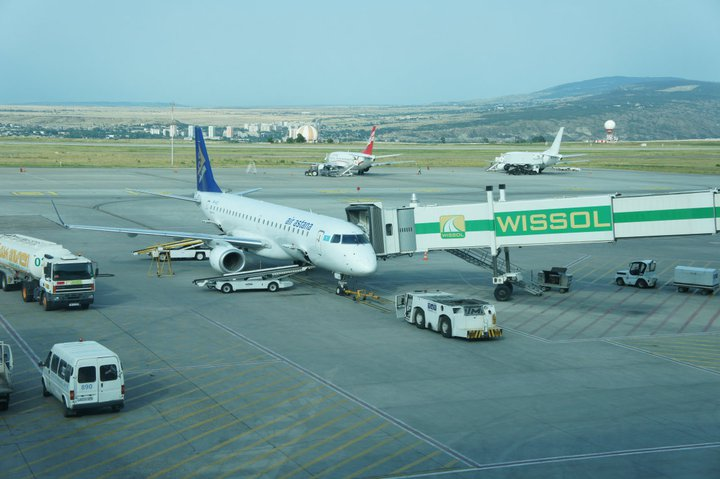
Aeronave Embraer 195 da Air Astana

O primeiro edifício terminal do aeroporto foi construído em 1952. Projetado pelo arquiteto V. Beridze no estilo da arquitetura stalinista do prédio contou com um piso plano com eixos simétricos e uma risalit monumental na forma de um pórtico. As duas alas laterais destaque arcadas cegas, a fim gigante. Um novo edifício do terminal foi concluída em 1990, projetado no estilo internacional. Em 1981, o aeroporto de Tiblíssi foi o 12.º maior aeroporto na União Soviética, com 1 478 000 passageiros transportados em chamadas linhas centrais, em voos de conexão de Tiblíssi com cidades em outras repúblicas soviéticas. Em 1998, o número de passageiros tinha diminuído para 230 mil por ano.
O Aeroporto Internacional de Tiblíssi é operado pela TAV desde outubro de 2005. Na Geórgia, a empresa também opera aeroporto de Batumi para prazo de 20 anos a partir de maio de 2007. TAV Airports Holding, que detém 76% das ações em Tiblíssi operador aeroportuário TAV Urban Georgia , concordou com os georgianos estatais Nações Aeroportos de Geórgia para reconstruir a pista não usada, uma das duas pistas no aeroporto Tiblíssi. A antiga pista será reconstruída e ampliada de acordo com as normas da ICAO e regulamentos código F e será capaz de aceitar todos os tipos de aviões, incluindo o Boeing 747-8, Airbus A380-800, Antonov An-225 e Antonov An-124. Um novo taxiway F Código também é planejada.
O tráfego de passageiros no aeroporto mais do que duplicou entre 2009 e 2013 para cerca de 1 440 000 passageiros.

#### Metro

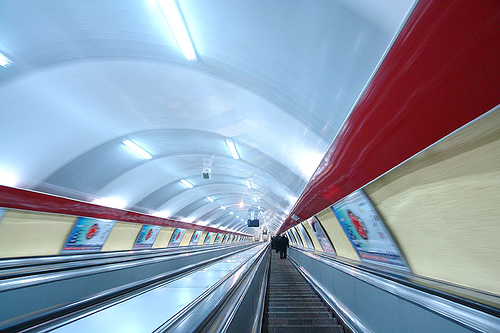
O Metrô de Tiblíssi é conhecido por sua profundidade no subsolo e transporta cerca de 9 milhões de passageiros por mês

O Metrô de Tiblíssi serve à cidade com os serviços de metrô rápido. Foi o quarto sistema de metrô na União Soviética. A construção começou em 1952 e foi concluída em 1966. O sistema opera duas linhas, a linha Akhmeteli-Varketili e a Linha Saburtalo. Tem 22 estações e 186 trens de metrô. A maioria das estações, como aqueles em outros sistemas de metrô de fabricação soviética, são extravagantemente decorados. Os trens funcionam durante quase todos os horários do dia. Devido ao terreno acidentado, as linhas ferroviárias são executadas acima do nível do solo em algumas áreas. Duas das estações estão acima do solo.
O Metro sofreu uma campanha de modernização. Estações foram reconstruídas, e os trens e as instalações foram modernizados. Em 2005, foi iniciado um trabalho para que o metro pudesse ter suas estações de acordo com as normas europeias. Uma terceira linha para o metrô está sendo planejada, que irá abranger o Distrito Vake. As três linhas formarão um triângulo, e se cruzarão no centro da cidade.

#### Marshrutka (vãs)
Um dos meios de transporte mais dominantes em Tiblíssi é a marshrutka, um sistema elaborado que cresceu em Tiblíssi nos últimos anos e é muito comum nos países da antiga URSS. Além da cidade, várias linhas também servem a paisagem circundante de Tiblíssi. Por toda a cidade, há um preço fixo para se fazer o uso desse tipo de transporte. Para viagens mais longas fora da cidade, tarifas mais elevadas são comuns. Não há paradas pré-definidas para as linhas marshrutka, eles são saudados nas ruas, como táxis e cada passageiro pode sair quando quiser.

#### Ônibus
Nos últimos anos, o transporte público municipal, que era dominado pelas marshrutkas, passou por um grande processo de modernização. Agora, Tiblíssi conta com uma ampla linha de ônibus municipais que conectam os bairros da cidade ao centro. Neste Tiblíssi , foi também incluído ônibus direto do aeroporto ao centro da cidade, o que tornou o traslado muito mais econômico. A Companhia de Transporte de Tiblíssi hoje oferece um aplicativo, onde o usuário pode verificar o trajeto do ônibus em tempo real, algo inimaginável até 2016. Também é possível conferir qual a melhor linha de ônibus para fazer um trajeto específico através do aplicativo ou da página da empresa, que também possui versão em georgiano e inglês. Novas linhas de ônibus também ligando Tiblíssi à cidade de Rustavi também estão marcadas para inauguração em 2020.

#### Bondes
Até 2006, Tiblíssi possuía uma linha de bonde elétrico, que hoje já não operam mais. A partir de 1883, bondes movidos a cavalos passaram a servir a cidade, sendo que em 25 de dezembro de 1904 vieram os bondes elétricos. Quando a União Soviética se desintegrou, o transporte elétrico foi a um estado de degradação dentro dos anos e, finalmente, a única linha de bonde elétrico que sobrou foi encerrada em 4 de dezembro de 2006, juntamente com duas linhas de trólebus que foram deixadas. Existem planos para construir uma rede de bondes modernos.

## Cultura

### Esporte
Tiblíssi abriga o maior estádio da Geórgia, o Estádio Boris Paichadze (com capacidade para 55 000 pessoas), onde joga o Dinamo Tbilisi, e o segundo maior estádio do país, o Estádio Mikheil Meskhi (com capacidade para 27 223 pessoas), onde joga o Lokomotivi Tbilisi.

### Arquitetura

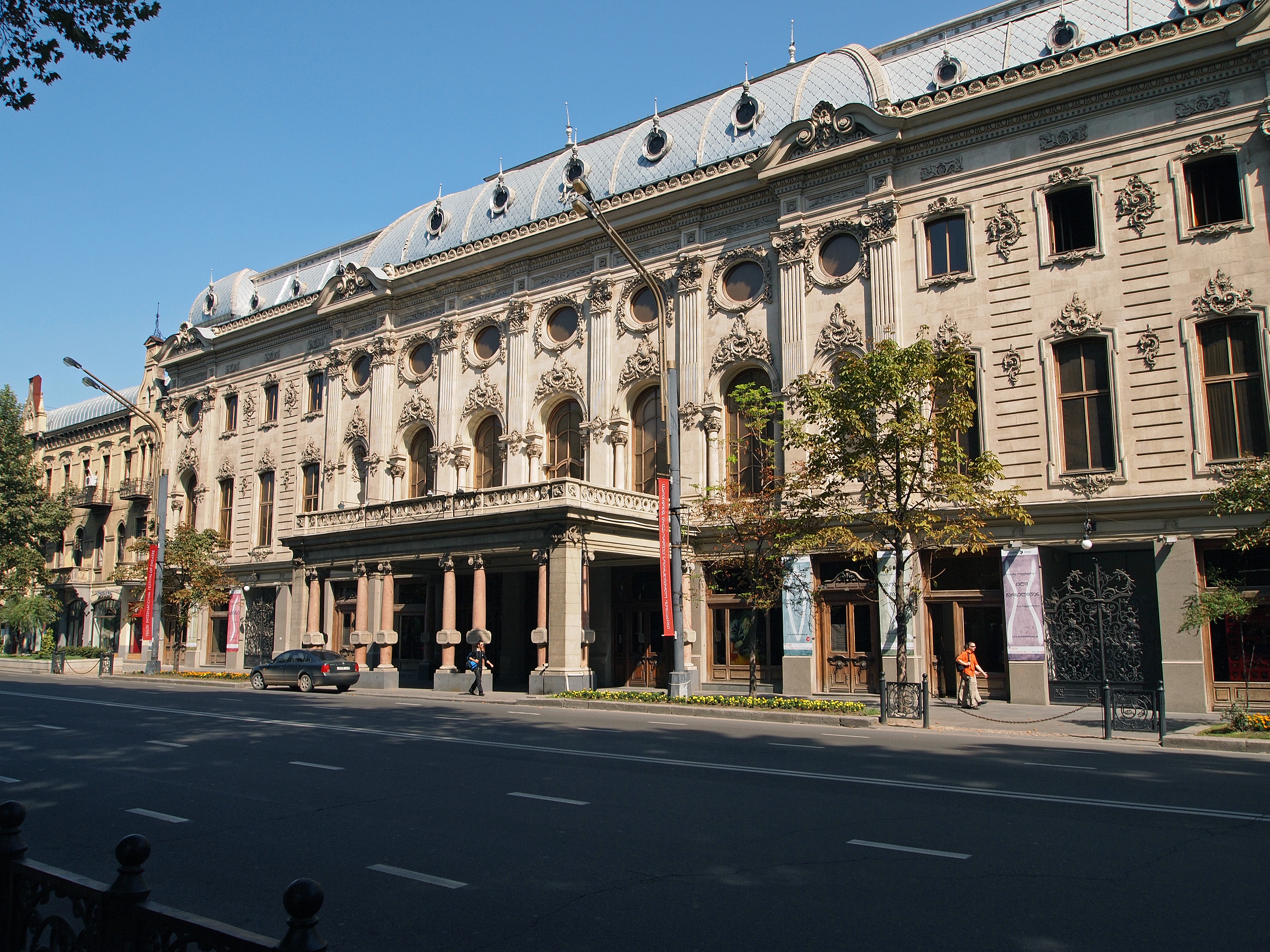
Teatro Nacional Rustaveli, um dos símbolos da arquitetura presente em Tiblíssi

A arquitetura da cidade é uma mistura de influência local (georgiana) com fortes influências bizantinas, europeias-orientais e Neoclássico russo, além de estilos arquitetônicos do Oriente Médio. As regiões mais antigas da cidade, incluindo a Abanot-Ubani, Avlabari e, até certo ponto, o distrito de Sololaki, tem claramente um olhar arquitetônico georgiano tradicional com influências do Oriente Médio. As áreas de Tiblíssi, que foram construídas principalmente no século XIX possuem um olhar contrastante com o estilo neoclássico europeu e russo.
O início do século XX foi marcado por uma revitalização arquitetônica, nomeadamente, com um estilo Art nouveau. Com o estabelecimento do governo comunista, este estilo foi decretado como burguês e muito negligenciado. Um exemplo da arquitetura stalinista na Geórgia foi o Instituto Marx, Engels e Lenin (em georgiano: მარქს - ენგელს - ლენინის ინსტიტუტის შენობა), também conhecido pela sigla Imeli (em georgiano: იმელი), construído em 1938.

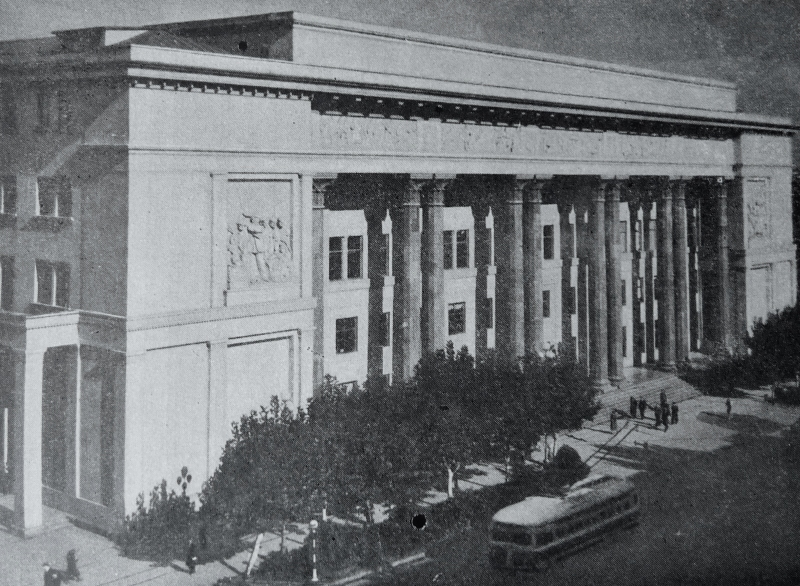
Instituto Marx, Engels e Lenin em 1938

Após a privatização, este edifício foi convertido, entre 2006 e 2009, em um luxuoso hotel cinco estrelas administrado pelo Grupo Dhabi, dos Emirados Árabes Unidos. A partir de 2013, nenhuma reforma foi executada.
A arquitetura do final do século XX foi identificada com o tipo de arquitetura comum às regiões da antiga União Soviética e os países que estiveram sob a ocupação soviética.
Estes edifícios da era soviética incluíam grandes blocos de apartamentos construídos sob concreto, com características sociais e culturais. Esse modelo de arquitetura expandiu-se para outros tipos de prédios, dentre estes instalações de escritório, como por exemplo, o escritório do Banco da Geórgia. Desde o desmembramento da União Soviética, Tiblíssi tem sido o local de diversos projetos de construção. Desde 2004, o governo municipal tomou novas iniciativas para conter projetos de construção descontrolados com arquiteturas misturadas. Em um futuro próximo, Tiblíssi terá três complexos de arranha-céus. As torres do Eixo, Redix Chavchavadze 64, e o novo Ajara Hotel, que estão atualmente em construção, serão os edifícios mais altos no Cáucaso.

## Política

### Relações internacionais
Tiblíssi é geminada com:
| - Saarbrücken, Alemanha - Nantes, França - Liubliana, Eslovênia - Innsbruck, Áustria - Erevã, Armênia - Atlanta, Estados Unidos - Palermo, Itália | - Bristol, Reino Unido - Bilbau, Espanha - Ancara, Turquia - São Petersburgo, Rússia - Kiev, Ucrânia - Astana, Cazaquistão - Vilnius, Lituânia |

### Cidades parceiras
- Cracóvia, Polônia
- Odessa, Ucrânia